# Stanley Black & Decker
Stanley Black & Decker é uma companhia fabricante de ferramentas industriais e domésticas. Detentora de marcas famosas no ramo de ferramentas, tais quais: Stanley, DeWalt, Black & Decker, Craftsman, IRWIN Tools, Porter Cable, Facon, Lenox, Lista, Mag Tools, entre outras.

## História
Em 1843, Frederick Stanley abriu uma pequena oficina em New Britain, Connecticut, para fabricar ferrolhos, dobradiças e outras ferragens de alta qualidade em ferro forjado. Em 1910, Duncan Black e Alonzo Decker começaram sua oficina em Baltimore, Maryland, e seis anos depois obtiveram a primeira patente mundial de uma ferramenta elétrica portátil. Ao longo dos anos, as duas empresas acumularam uma inigualável família de marcas icônicas e produtos confiáveis. Em 2010, houve a junção das empresas Black & Decker e Stanley Works, formando a atual empresa.